# Zamek w Sidorowie

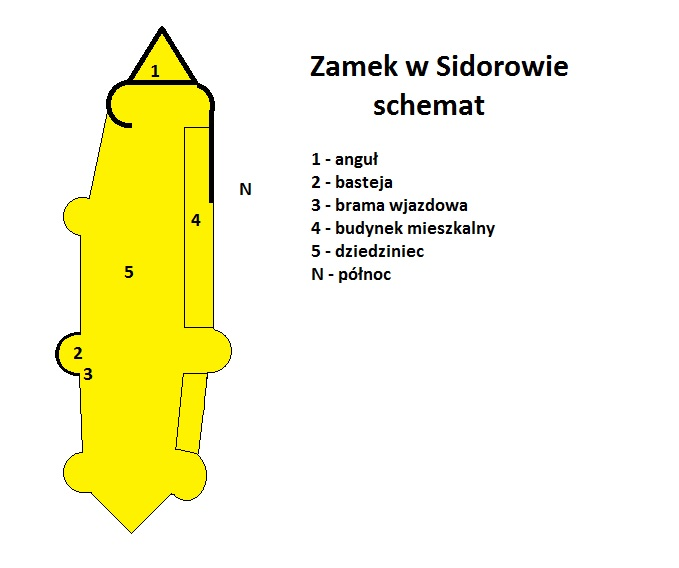
Schemat zamku w Sidorowie

Zamek w Sidorowie – zamek wybudowany z łupanego kamienia około 1640 r. przez Marcina Kalinowskiego (1605-1652), hetmana wielkiego koronnego na stromym wzgórzu.

## Położenie
Okazałe ruiny zamku obronno-rezydencjonalnego sterczą na środku wsi na cyplu, w miejscu gdzie dwa potoki łączą się ze sobą, jednym z nich jest Suchodolski Potok, zwany także Dworzyska.

## Historia
Po Marcinie Kalinowskim zamek odziedziczył jego syn Samuel Jerzy, zm. 1652 r. W wojnie 1672 r. zamek zdobyli Turcy. Niedługo potem został odbity, ale polska załoga uznała, że nie jest w stanie go utrzymać i w 1675 roku przeniosła się do Trembowli. Wtedy ponownie już opuszczoną warownię zajęli Turcy i poważnie zniszczyli. Po Samuelu Kalinowskim zamek odziedziczył jego syn Adam, ożeniony z Katarzyną Zebrzydowską, zm. 1701 r. Odbudowa zamku przez Marcina Kalinowskiego, kasztelana kamienieckiego, ożenionego z Anna Katarzyną Tarnowską herbu Rola została zakończona w 1718 roku. Pod koniec XIX wieku budowle zamkowe używane były na cele gospodarskie i zaczęły niszczeć. Od połowy XIX w. do 1939 r. właścicielami byli Pajgertowie. Po 17 września 1939 r. żołnierze Armii Czerwonej lub miejscowi Ukraińcy próbowali zniszczyć ruiny zamku jako symbol feudalizmu.

## Dwór
- murowany dwór wybudował około 1840 r. Józef Kalasanty Pajgert[1].

## Architektura
Zamek posiadał osiem wież i wymiary około 178 m na 30 m. Nad bramą wjazdową była płyta z napisem kto i kiedy ten zamek postawił. W relacji z 1771 r. czytamy: pałac z gruntu z kamienia murowany i w około murem opasany, na drugim piętrze okien, sufitów, zamków u drzwi ani dachu dobrego w tymże nie ma. Wieża nad druga bramą wjazdową od strony lasu w kierunku ku Zbruczowi runęła pod koniec XIX w.
Na zamku była tablica z napisem  w j. łac. D.‎ ‎O.‎ ‎M. Publicae‎ ‎securitati‎ ‎populiq.‎ ‎tutelae Erectum‎ ‎Fortalitium‎ ‎Sidoroviense Ab‎ ‎Illumo‎ ‎Martino‎ ‎Kalinowski‎ ‎Pal. Czern. ‎Duce‎ ‎Camp.‎ ‎Poloniae.‎ ‎Hoc aequavit‎ ‎solo‎ ‎Turcarum‎ ‎hostilitas inter‎ ‎continuos‎ ‎vere‎ ‎Patriae‎ ‎motus grati‎ ‎Successoris‎ ‎dexteritas‎ ‎stabilivit.‎ ‎Turpe‎ ‎videbatur‎ ‎inter‎ ‎rudera Pulchrum‎ ‎iacere‎ ‎nomen‎ ‎inter‎ ‎pulver‎ ‎(sic)‎ ‎oblutesci‎ ‎sidus‎ ‎Quod‎ ‎magnum‎ ‎semper‎ ‎etiam‎ ‎lapides‎ ‎loquebuntur‎ ‎.‎ ‎.‎ ‎.‎ ‎diu.‎ ‎Qui‎ ‎veluti‎ ‎Phaenicem‎ ‎de‎ ‎ruderibus‎ ‎facere‎.‎ ‎Tandem reaedificatum‎ ‎ab‎ ‎Haerede...‎ ‎Illmo... [Martino‎ ‎Kalinowski] Castellano‎ ‎Camenec.‎ ‎Capitaneo‎ ‎Vinnicen‎ ‎‎ ‎1718.